# Авундий (Бика)
Архиепископ Авундий (в миру Иоан Димитру Бика рум. Ioan Dumitru Bica; род. 5 декабря 1977, Терегова, Караш-Северин) — епископ и председатель неканонического Миланского синода.

## Биография
Родился 5 декабря 1977 года в селе Терегова, в Румынии.
Окончил Карансебешскую духовную семинарию и 6 августа 2000 года, в день Преображения Господня, митрополитом Трансильванским Лаврентием (Стреза) был хиротонисан во священника для служения в Карансебешской епархии Румынской православной церкви. В 2002 году вышел за штат.
15 декабря 2004 года был пострижен в монашество в скиту близ Богылтина.
В мае 2006 году переехал в Италию, где подал прошение о политическом убежище. 18 июня 2006 года итальянская газета «Il Manifesto» опубликовала интервью с ним, озаглавленное «Я священник и гей, сбежавший из Румынии», в котором бывший священнослужитель Румынского патриархата сообщил о намерении организовать в Италии гей-парад для всех гомосексуалистов — выходцев из Восточной Европы.
10 марта 2007 года принял участие в итальянском гей-параде, на который пришёл в одежде римско-католического священника с румынским флагом в руках. Во время мероприятия бывший иеромонах заявил: «Я открытый гомосексуалист, и я не боюсь признать, что я священник-гомосексуалист». 15 марта в интервью сайту итальянской ассоциации геев, лесбиянок и транссексуалов рассказал, что испытывает гомосексуальные пристрастия с 15-летнего возраста.
7 мая 2007 года митрополитом Евлогием был принят в юрисдикцию Миланского синода, после чего оставил работу официанта. Принял повторное пострижение в монашество с именем Силуан, после чего был возведен в сан архимандрита.
18 мая 2008 года состоялось его архиерейская хиротония во епископа Комоского, викария Миланской митрополии с наречением имени Авондий. Хиротонию совершили митрополит Миланский и Аквилейский Евлогий и епископ Торчелльский Лука (Тресольди).
В ноябре 2011 года подал прошение о выходе из состава Священного Миланского синода, подлинные причины чего названы не были. Не исключено, что к такому шагу генерального викария подтолкнула критика со стороны духовенства и верующих, имеющих представление о его скандальном прошлом. 21 ноября канцелярия Священного Миланского синода официально заявила об исключении из состава названного сообщества архиепископа Леккского и Коминского Авундия (Бика). По прошествии нескольких недель после своего перехода на независимое положение архиепископ Авондиос вернулся в юрисдикцию Миланского синода.
В марте 2012 года приостановил своё служение в епископском достоинстве, выступил с заявлением, где попросил «прощения у Святейшего Патриарха Московского за грехи». В июле 2013 года, не дождавшись ответа от Московского патриархата, вместе с Евлогием восстановил деятельность Миланского синода.